# إد ميرفي (مدرب كرة سلة)
إد ميرفي (بالإنجليزية: Ed Murphy)‏ هو مدرب كرة سلة أمريكي، ولد في 1 يوليو 1941.